# 中国科学院长春应用化学研究所
中国科学院长春应用化学研究所是中华人民共和国应用化学研究机构，是中国科学院的直属研究单位。

## 历史沿革
1948年，东北工业研究所成立。1949年，更名为东北科学研究所。1952年，更名为中国科学院长春综合研究所。1978年12月，更名为中国科学院长春应用化学研究所。